# Jonathan Silva
Jonathan Cristian Silva (La Plata, 29 de junio de 1994) es un futbolista argentino que juega como defensa en el Johor Darul Takzim FC de la Superliga de Malasia.

## Trayectoria
Hizo su debut en la Primera División de Argentina con el Club Estudiantes de La Plata en el marco de la 17.ª fecha del Torneo Clausura 2012 en la derrota por 3 a 1 ante All Boys. Con el correr del tiempo fue ganándose un lugar en el primer equipo platense llegando a disputar la mayoría de los partidos a partir del Torneo Final 2013.
Luego de su paso por el club de La Plata, sería adquirido en el año 2014 por el Sporting de Portugal (80 % de su pase), en donde jugaría 30 partidos convirtiendo un total de dos goles entre el 2014 y finales de 2015.
En 2016, Silva pasaría cedido al Club Atlético Boca Júniors. a raíz de la partida de Luciano Monzón (lateral izquierdo titular), peleando así el puesto con Nicolás Colazo. Aunque en el club Xeneize arrancó como titular sus primeros encuentros, pronto se vería relegado a partir de la llegada de Frank Fabra al plantel. Regresó al Sporting de Lisboa, luego de finalizar el préstamo con Boca Juniors. 
A principios de 2018 se fue cedido a la A. S. Roma. 
El 27 de julio de 2018 se confirmó su cesión al C. D. Leganés donde permanecería hasta finalizar la temporada 2018-19. El 3 de junio de 2019 el conjunto pepinero ejerció la opción de compra que contemplaba el acuerdo con el Sporting de Lisboa y el jugador firmó por cuatro años. Al término de su segunda campaña el equipo bajó a Segunda División y, si bien se quedó en el club un año más, el 31 de agosto de 2021 fue traspasado al Getafe C. F. para así poder volver a jugar en la máxima categoría del fútbol español. El 26 de julio del año siguiente fue cedido al Granada C. F. con opción de compra al término de la temporada. El equipo ascendió de categoría, dicha opción no se hizo efectiva y en agosto de 2023 fue prestado al Albacete Balompié.
A finales de agosto de 2024 fue contratado por el Pafos F. C. de la Primera División de Chipre.

## Selección nacional
En 2014 fue convocado por Gerardo Martino para dos partidos amistosos. Entró en el partido contra Croacia que la selección nacional ganó 2 a 1

### Selección sub-17
Silva fue convocado para disputar el Campeonato Sudamericano Sub-17 de 2011. En él, jugó varios encuentros debutando en el segundo frente a Uruguay. En total, en el torneo en disputó 6 partidos.
Oscar Garré siguió confiando en él y lo incluyó en la lista final para asistir al mundial de la categoría. Jugó el primer partido, donde sustituyó a Agustín Allione, y fue titular frente a Jamaica donde logró convertir el primer tanto argentino.

### Selección sub-20
Fue convocado por Marcelo Trobbiani de cara a la preparación para el Campeonato Sudamericano Sub-20 de 2013 aunque finalmente no fue convocado para el mismo.

### Participaciones con la selección
| Torneo                                 | Sede    | Resultado        | Partidos | Goles |
| -------------------------------------- | ------- | ---------------- | -------- | ----- |
| Campeonato Sudamericano Sub-17 de 2011 | Ecuador | Tercer puesto    | 6        | 0     |
| Copa Mundial de Fútbol Sub-17 de 2011  | México  | Octavos de final | 3        | 1     |

## Estadísticas

### Clubes
- Actualizado al 24 de mayo de 2025.[15][16]

| Club                              | Div.          | Temporada     | Liga  | Liga  | Copas nacionales | Copas nacionales | Copass internacionales | Copass internacionales | Total | Total |
| Club                              | Div.          | Temporada     | Part. | Goles | Part.            | Goles            | Part.                  | Goles                  | Part. | Goles |
| --------------------------------- | ------------- | ------------- | ----- | ----- | ---------------- | ---------------- | ---------------------- | ---------------------- | ----- | ----- |
| Estudiantes de La Plata Argentina | 1.ª           | 2011-12       | 3     | 0     | 0                | 0                | 0                      | 0                      | 3     | 0     |
| Estudiantes de La Plata Argentina | 1.ª           | 2012-13       | 16    | 0     | 3                | 0                | ―                      | ―                      | 19    | 0     |
| Estudiantes de La Plata Argentina | 1.ª           | 2013-14       | 35    | 0     | 1                | 0                | ―                      | ―                      | 36    | 0     |
| Estudiantes de La Plata Argentina | Total club    | Total club    | 54    | 0     | 4                | 0                | 0                      | 0                      | 58    | 0     |
| Sporting de Lisboa "B" Portugal   | 2.ª           | 2014-15       | 6     | 1     | ―                | ―                | ―                      | ―                      | 6     | 1     |
| Sporting de Lisboa "B" Portugal   | Total club    | Total club    | 6     | 1     | 0                | 0                | 0                      | 0                      | 6     | 1     |
| Sporting de Lisboa Portugal       | 1.ª           | 2014-15       | 11    | 1     | 5                | 0                | 4                      | 1                      | 20    | 2     |
| Sporting de Lisboa Portugal       | 1.ª           | 2015-16       | 4     | 0     | 1                | 0                | 5                      | 0                      | 10    | 0     |
| C. A. Boca Juniors Argentina      | 1.ª           | 2016          | 15    | 1     | 1                | 0                | 5                      | 0                      | 21    | 1     |
| C. A. Boca Juniors Argentina      | 1.ª           | 2016-17       | 13    | 1     | 2                | 0                | 0                      | 0                      | 15    | 1     |
| C. A. Boca Juniors Argentina      | Total club    | Total club    | 28    | 2     | 3                | 0                | 5                      | 0                      | 36    | 2     |
| Sporting de Lisboa Portugal       | 1.ª           | 2017-18       | 6     | 0     | 3                | 0                | 4                      | 0                      | 13    | 0     |
| Sporting de Lisboa Portugal       | Total club    | Total club    | 21    | 1     | 9                | 0                | 13                     | 1                      | 43    | 2     |
| A. S. Roma · Italia               | 1.ª           | 2017-18       | 2     | 0     | ―                | ―                | 0                      | 0                      | 2     | 0     |
| A. S. Roma · Italia               | Total club    | Total club    | 2     | 0     | 0                | 0                | 0                      | 0                      | 2     | 0     |
| C. D. Leganés · España            | 1.ª           | 2018-19       | 30    | 3     | 3                | 0                | ―                      | ―                      | 33    | 3     |
| C. D. Leganés · España            | 1.ª           | 2019-20       | 33    | 1     | 3                | 1                | ―                      | ―                      | 36    | 2     |
| C. D. Leganés · España            | 2.ª           | 2020-21       | 17    | 0     | 0                | 0                | ―                      | ―                      | 17    | 0     |
| C. D. Leganés · España            | 2.ª           | 2021-22       | 2     | 0     | ―                | ―                | ―                      | ―                      | 2     | 0     |
| C. D. Leganés · España            | Total club    | Total club    | 82    | 4     | 6                | 1                | 0                      | 0                      | 88    | 5     |
| Getafe C. F. · España             | 1.ª           | 2021-22       | 9     | 0     | 2                | 0                | ―                      | ―                      | 11    | 0     |
| Getafe C. F. · España             | Total club    | Total club    | 9     | 0     | 2                | 0                | 0                      | 0                      | 11    | 0     |
| Granada C. F. · España            | 2.ª           | 2022-23       | 12    | 0     | 2                | 0                | ―                      | ―                      | 14    | 0     |
| Granada C. F. · España            | Total club    | Total club    | 12    | 0     | 2                | 0                | 0                      | 0                      | 14    | 0     |
| Albacete Balompié · España        | 2.ª           | 2023-24       | 29    | 3     | 0                | 0                | ―                      | ―                      | 29    | 3     |
| Albacete Balompié · España        | Total club    | Total club    | 29    | 3     | 0                | 0                | 0                      | 0                      | 29    | 3     |
| Pafos F. C. Chipre                | 1.ª           | 2024-25       | 25    | 0     | 4                | 0                | 7                      | 1                      | 36    | 1     |
| Pafos F. C. Chipre                | Total club    | Total club    | 25    | 0     | 4                | 0                | 7                      | 1                      | 36    | 1     |
| Total carrera                     | Total carrera | Total carrera | 268   | 11    | 30               | 1                | 25                     | 2                      | 323   | 14    |
| 1. 2.                             |               |               |       |       |                  |                  |                        |                        |       |       |

## Palmarés

### Campeonatos nacionales
| Título                     | Equipo         | País      | Año  |
| -------------------------- | -------------- | --------- | ---- |
| Copa de Portugal           | Sporting C. P. | Portugal  | 2015 |
| Supercopa de Portugal      | Sporting C. P. | Portugal  | 2015 |
| Copa de la Liga            | Sporting C. P. | Portugal  | 2018 |
| Primera División           | Boca Juniors   | Argentina | 2017 |
| Segunda División           | Granada C. F.  | España    | 2023 |
| Primera División de Chipre | Pafos F. C.    | Chipre    | 2025 |